# San Esteban Amatlán
San Esteban Amatlán är en ort i Mexiko.   Den ligger i kommunen San Luis Amatlán och delstaten Oaxaca, i den sydöstra delen av landet, 400 km sydost om huvudstaden Mexico City. San Esteban Amatlán ligger 1 532 meter över havet och antalet invånare är 969.
Terrängen runt San Esteban Amatlán är huvudsakligen kuperad, men den allra närmaste omgivningen är platt. Terrängen runt San Esteban Amatlán sluttar söderut. Runt San Esteban Amatlán är det glesbefolkat, med 10 invånare per kvadratkilometer. Närmaste större samhälle är Miahuatlán de Porfirio Díaz, 19,6 km söder om San Esteban Amatlán. I omgivningarna runt San Esteban Amatlán växer huvudsakligen savannskog.